# Rumänska revolutionen

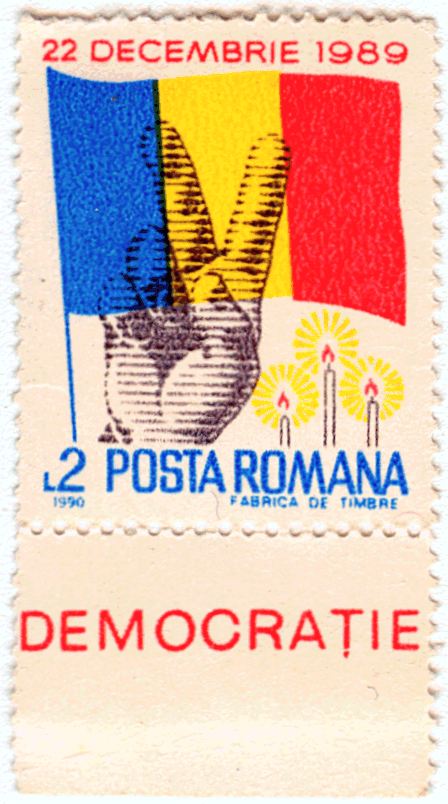
Frimärke med V-tecknet, en markering från de nya makthavarna.

Rumänska revolutionen 1989 var en revolution som utgjordes av en veckolång serie våldsamma uppror i Rumänien under december 1989. Nicolae Ceaușescus regering avsattes av upprorsmakarna och Ceaușescu avrättades tillsammans med sin fru Elena. Revolutionen ledde därmed till att Rumäniens kommunistiska enpartistat störtades och demokrati infördes i landet.

## Förlopp

### Timișoara
Revolutionen fick sin början med en demonstration i Timișoara i Transsylvanien den 16 december, i protest mot regimens försök att tysta den frispråkige pastorn László Tőkés som tillhörde landets ungerska minoritet. Demonstranterna besköts av säkerhetspolisen Securitate och över 100 civila dödades. Sedan brändes liken i hemlighet för att undanröja spåren. Ceaușescu reste dagen därpå på statsbesök till Iran.

### Spridning till Bukarest
Oroligheterna spred sig därefter till andra städer, däribland huvudstaden Bukarest. På morgonen den 21 december höll Rumäniens president Nicolae Ceaușescu ett tal vid ett massmöte med omkring 110 000 deltagare där han fördömde protesterna i Timișoara. Han blev utbuad från balkongen på centralkommitténs byggnad där han höll talet. Ceaușescu drog sig tillbaka in i byggnaden medan folkmassan började ropa antikommunistiska slagord. Folkmassan blev senare beskjuten av militären med döda och skadade som följd.
Tidigt på morgon den 22 december dog Rumäniens försvarsminister Vasile Milea under mystiska omständigheter. I en kommuniké sades det att han var en förrädare och att han hade begått självmord. Den allmänna uppfattningen var dock att han blivit mördad av den fruktade säkerhetspolisen Securitate efter att ha vägrat att följa Ceaușescus order. En undersökning från 2005 visade dock att han sannolikt försökt skada sig själv men att kulan träffade en artär vilket ledde till döden.
Ceaușescu utsåg en ny försvarsminister, Victor Stănculescu. Stănculescu beordrade utan Ceaușescus vetskap militären att dra sig tillbaka. Vid middagstid den 22 december stormades centralkommitténs byggnad av den ilskna folkmassan med syfte att avsätta Ceaușescu. Demonstranterna var Ceaușescu "hack i häl", och han mer eller mindre trängdes ut på hustaket. Därpå flydde han med helikopter kl 12:09. Hundratusen människor omkring byggnaden såg Ceaușescus helikopter lyfta, och applåder och segerjubel hördes överallt.
Samma dag bildades en ny provisorisk regering under namnet Nationella räddningsfronten. Ion Iliescu utsågs till president och Petre Roman blev premiärminister.

### Ceaușescus fall
Sedan militären skuggat presidentparets helikopter tvingades de att landa i Târgoviște, där de fängslades av upproriska arméförband i väntan på en rättegång regisserad av en jury från Bukarest. Ceaușescu och hans hustru avrättades inför kamerorna efter en summarisk rättegång på juldagen 1989. Strider mellan folket och Securitate fortgick dock i några dagar i Bukarest.

## Antal skadade och döda
Förlusterna beräknats till 1 104 varav 162 dog under protesterna mot Ceaușescu. 942 dog i kampen efter att den nya regimen tagit makten. Den officiella dödssiffran var dock 689. Antalet skadade uppgick till 3 352.